# William Alden Smith
William Alden Smith (12 mai 1859 - 11 octobre 1932) est un homme politique américain qui est député de la Chambre des représentants des États-Unis puis sénateur du Michigan entre 1907 et 1909. Membre du Parti républicain, il est aujourd'hui connu pour avoir été à la tête de la commission américaine sur le naufrage du Titanic en avril 1912. Son action est critiquée au Royaume-Uni, certains l'accusant d'incompétence et de vouloir faire le procès des trusts, et en particulier de l’International Mercantile Marine Company de John Pierpont Morgan.
Retiré de la politique en 1919, il meurt en 1932. La localité d'Alden (en), dans le Michigan, porte son nom.

## Biographie

### Jeunesse et début de carrière

Smith a été membre de la Chambre des représentants pendant douze ans.

William Alden Smith est né à Dowagiac, Michigan le 12 mai 1859. Sa famille déménage dans ce même État, à Grand Rapids en 1872. Il est admis comme page à la Chambre des représentants du Michigan en 1875 et étudie le droit. Il est admis au barreau en 1883, et commence à exercer à Grand Rapids.
Il devient par la suite conseiller légal de la Chicago and West Michigan Railway et de la Detroit, Lansing and Northern Railroad et acquiert une certaine expérience dans le domaine de la loi et des finances dans le chemin de fer. Il devient assistant secrétaire du Sénat du Michigan en 1883 et adhère au Comité d'État Central Républicain de 1888 à 1892.

### Service à la Chambre
Smith est élu dans le cinquième district du Michigan au 54e Congrès des États-Unis et reste en poste au cours des six Congrès suivants. Il est ainsi représentant du 4 mars 1895 au 9 février 1907, date à laquelle il est élu au Sénat. Durant son mandat, il est président de plusieurs comités. En 1906, il devient également propriétaire et éditeur du Grand Rapids Herald.

### Service au Sénat
William Alden Smith est élu au Sénat pour le Michigan le 15 janvier 1907. Il entre en fonction plus tôt que prévu, le 6 février 1907 (au lieu du 4 mars suivant) pour pallier la mort de Russell Alexander Alger. Réélu en 1913, il sert jusqu'en 1919. 

#### L'enquête sur leTitanic

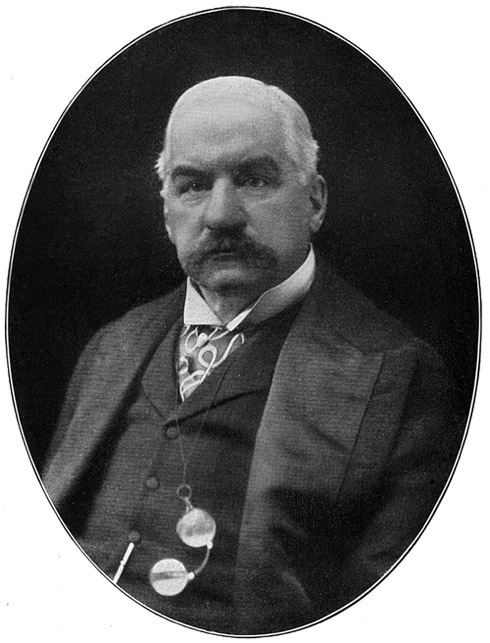
Smith était fortement opposé aux trusts et en particulier à John Pierpont Morgan.

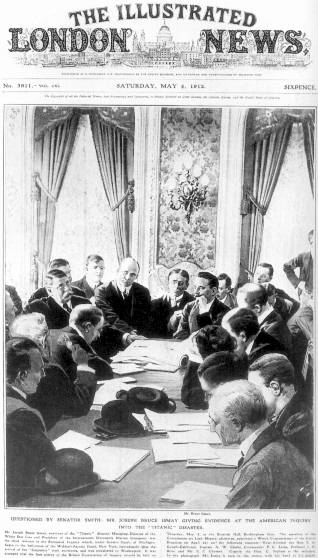
Illustration de la commission d'enquête présidée par Smith

Lorsque le Titanic sombre, le sénateur Smith, qui avait rencontré personnellement le capitaine Edward Smith qui commandait le paquebot, téléphone au secrétaire du président Taft pour savoir si une action va être menée. Rien n'est alors prévu. Cependant, lorsque le faible nombre de rescapés commence à être connu à New York, Smith demande à faire passer une résolution pour que le Comité délégué au commerce puisse mener l'enquête. Il est par la suite nommé président du sous-comité chargé de l'affaire. Il s'arrange tout d'abord pour retenir aux États-Unis les témoins importants de l'affaire : les officiers survivants, certains membres d'équipage et passagers, et Joseph Bruce Ismay, directeur de la White Star Line qui était à bord du navire. Smith vient lui-même à la rencontre de ce dernier lorsque les rescapés arrivent à New York à bord du Carpathia.
Les audiences débutent le lendemain matin à l'hôtel Waldorf-Astoria à New York. Smith est assisté de six sénateurs : trois démocrates et trois républicains. Cependant, il compte faire ici par l'intermédiaire du drame le procès de John Pierpont Morgan, véritable propriétaire du Titanic. De nombreux témoins se pressent à la barre : Ismay, les officiers, mais également Guglielmo Marconi, les capitaines Arthur Rostron et Stanley Lord, et des passagers comme le major Arthur Godfrey Peuchen. Ismay est le premier à témoigner. Smith tente de lui faire dire qu'il a influé sur la vitesse du navire, sans succès. 
Les interrogatoires des officiers lui valent de nombreuses moqueries au Royaume-Uni : Charles Lightoller, deuxième officier du navire, doit lui expliquer que « couler par l'avant » et « couler par la proue » signifient la même chose et se lamente du temps passé à lui faire comprendre que si un marin n'est pas forcément un officier, un officier de marine ne peut être qu'un marin. Lorsqu'il demande au cinquième officier Harold Lowe la composition d'un iceberg, la réponse est cinglante : « De glace, monsieur. » Les journaux britanniques lui donnent quant à eux le surnom de « Watertight Smith » (« Smith l'étanche ») lorsqu'il demande si les compartiments étanches du Titanic pourraient contenir d'éventuels survivants attendant des secours. Il s'excuse par la suite en déclarant qu'il était au courant de ce qu'étaient les compartiments étanches, ayant visité ceux de l’Adriatic avec le capitaine Edward Smith quelques années auparavant, et qu'il voulait seulement que la chose soit claire pour tous.
L'enquête attire rapidement les foudres des Britanniques, que ce soit à cause de la subjectivité ou de l'incompétence de ceux qui la mènent. En effet, Smith cherche souvent à dénoncer le cynisme et l'avarice dont font preuve les grandes compagnies comme la White Star Line. Cependant, la commission d'enquête menée par Smith aboutit à des conclusions sérieuses et assez similaires à celles de la commission britannique menée par Lord Mersey. Elles entraînent une prise de conscience quant à la sécurité en mer, et de nombreuses mesures sont prises par la suite.

### Fin de vie
Smith se retire de la politique en 1919 et s'engage dans plusieurs entreprises de transports. Marié depuis 1897, il a un fils nommé William Alden Smith Jr. Il meurt le 11 octobre 1932 à Grand Rapids. La localité d'Alden (en), dans le Michigan a été nommée ainsi en son honneur, en 1892, alors qu'elle ne comptait que quelques maisons et un bureau de poste, après l'arrivée du chemin de fer dont Smith était un des cadres dirigeants de la compagnie qui l'avait construit.